# 清远门
清远门位于中国山西省大同市平城区，是大同城墙四座城门中的西门。城内正对清远门为清远街。清远门内有华严寺、圆通寺、朝阳宫。

## 历史
清远门建于明洪武五年(1372年)。1946年8-9月的大同攻防战期间遭损坏。1952年以后，以妨碍交通的理由拆除西城门楼、西城门瓮城，成为豁口。1969年，西门外红旗广场城墙的原址上建成大同市展览馆。
2008年，大同市实施历史文化复兴与古城保护工程，对大同城墙进行修复，恢复明代规制。展览馆进行整体搬迁。